# القطابة (بني أورى بني مكسال)
القطابة هو دُوَّار يقع بجماعة عين تيزغة، إقليم بنسليمان، جهة الدار البيضاء سطات في المملكة المغربية. ينتمي الدوّار لمشيخة بني أورى بني مكسال التي تضم 8 دواوير. يقدر عدد سكانه بـ 554 نسمة حسب الإحصاء الرسمي للسكان والسكنى لسنة 2004.

## روابط خارجية
- البوابة الوطنية للجماعات الترابية
- المندوبية السامية للتخطيط